# Щенятев, Михаил Данилович
Князь Михаил Данилович Щенятев (умер 1534) — боярин и воевода на службе у Великого князя московского Ивана III Васильевича и Василия III Ивановича.

## Происхождение и семья
Единственный сын выдающегося воеводы Ивана III князя Даниила Васильевича Патрикеева по прозвищу Щеня.
Щенятевы вели своё происхождение от литовских служилых князей Патрикеевых, которые перешли на службу к великим князьям московским в 1408 году. Князья Патрикеевы происходили от князя Патрикея Наримунтовича Стародубского, внука великого князя литовского Гедимина (1316—1341). Были одними из наиболее влиятельных при дворе Ивана III.
По своему отцу Михаил Данилович обычно назывался Щенятевым и был, таким образом, первым носителем этой фамилии в роду. Имел двух сыновей Петра и Василия, которые также были боярами на московской службе.
На дочери Михаила Даниловича был женат Иван Фёдорович Бельский. Их сын Иван женился на дочери окольничего Ивана Яковлевича Захарьина, внучатой сестре царицы Анастасии Романовны Захарьиной.

## Служба
В 1490, 1493 и 1494 годах первый воевода войск правой руки в походах в Вязьму. В 1507 году первый воевода Большого полка в Одоеве. В январе 1510 года послан от Государя из Пскова в Новгород с посадниками и знатными псковитянами с семьями для отправки их в Москву.
В 1511 году второй воевода Большого полка украинных войск, провожал по пути в Крым до Путивля Нур-Султан, которая в это время была женой крымского хана Менгли Гирея и совершила длительную поездку в Москву и Казань, навещая своих детей. В этом же году участвовал в походе на Литву, а после первым воеводою Большого полка на Сивер против крымцев.
В 1512 году участвовал в отражении набега на Русь, совершенного сыновьями Менгли Гирея. C 1513 года — боярин.
Во время Русско-литовской войны 1512—1522, 11 августа 1513 года, во время похода Василия III на Смоленск, был послан первым воеводою, вместе с Фёдором Никитичем Бутурлиным во главе полка правой руки авангардом. Во время следующего похода на Смоленск в 1514 году вновь был во главе полка правой руки, а после взятия города 7 августа послан первым воеводою Большого полка к Мстиславлю, приведя всех жителей к присяге на верность московскому Государю. В 1515 году, во время похода к Дорогобужу, первый воевода передового полка, и в том же году воевода большого полка при походе от Великих Лук к Полоцку.
В 1516 году, при объявлении похода на Витебск, находился на воеводстве Вязьме. В 1517 году заменил князя Дмитрия Владимировича Ростовского в войске Андрея Ивановича Старицкого, воеводою в Серпухове.
В 1518—1519 годах первый воевода большого полка на Оке, для охранения от крымцев, участвовал в походе на Литву в войске татарского царевича Фёдора, сына Мелик-Тагира. В 1520 году один из членов Боярской думы.
В 1521 году, во время нашествия Мухаммед Гирея на Москву стоял воеводою в Тарусе, после ухода Мухаммед Гирея перемещён первым воеводою в Серпухов. В 1522 году во время похода Василия III на Коломну был вторым воеводою Большого полка в авангарде русских войск, встречал великого князя у Коломны.
В 1527—1529 годах воевода в Костроме.
Подвергся опале из-за отрицательного отношения к разводу Василия III с Соломонией и браку с Еленой Глинской. Прощен в 1530 году в связи с рождением наследника. В 1531 году стоял первым воеводою в Серпухове, затем переведён в Каширу. В 1534 году приводил жителей Устюга к присяге в верности Государю, после чего постригся с именем Мисаил и умер в этом же году.